# سوفل آستین فلینت
سوفل آستین فلینت (انگلیسی: Austin Flint murmur) یک سوفل قلبی ملایم و
کم‌شدت است که بهترین مکان برای شنیدن آن، نوک قلب است. این سوفل ممکن است میان‌دیاستولی یا پیش‌سیستولی باشد و با نارسایی شدید آئورت مرتبط است، اگرچه نقش تشخیصی این علامت در طب بالینی مورد تردید قرار گرفته است.
بررسی‌های انجام‌شده با اکوکاردیوگرافی، سونوگرافی فراصوتی داپلر و رزونانس مغناطیسی هسته‌ای نشان داده که علت ایجاد این سوفل برخورد جریان خون (در نارسایی دریچه‌ای آئورت) به سطح داخلی قلب (آندوکارد) است.
سوفل آستین فلینت نامش را پزشک آمریکایی آستین فلینت (۱۸۱۲–۱۸۸۶) می‌گیرد.